# Frans Akseli Heporauta
Frans Akseli Heporauta, till 1935 Hästesko, född 12 juli 1879 i Itis, död 2 november 1946 i Helsingfors, var en finländsk skolman och folklorist. 
Heporauta var 1903–06 folkhögskollärare i Vichtis och Vittis och 1910–22 lektor i modersmål vid seminariet i Jyväskylä. Han blev filosofie doktor 1923 och överlärare i finska vid Finska normallyceum i Helsingfors 1929 och var dess rektor intill sitt frånfälle. Som folklorist studerade han särskilt västfinska trollformler och utgav bland annat Motivverzeichnis westfinnischer Zaubersprüche (1914).
Han var från 1907 gift med författaren Elsa Heporauta som tog initiativ till grundandet av Kalevala Koru.